# 공유TV 좋아요
《공유 TV 좋아요》는 2014년 2월 11일부터 2014년 3월 18일까지 tvN에서 방송된 토크쇼 프로그램이다. SNS 상에서 화제가 되고 있는 인물, 공감 글, 재미있는 사진이나 동영상에 대하여 다룬다. 전작인 화성인 바이러스의 출연진이 그대로 등장한다.